# Nokat
Nokat je rožnata tvorevina koja štiti vrhove prstiju na rukama i nogama. Nalazi se u srednjem sloju kože (derma), kao i dlake. Dio nokta koji je usađen u kožu zove se korijen, a uz njega je matica ili matriks. Preostali dio nokta je orožala ploča, a ispod nje nalazi se posteljica ili ležište nokta. Na prijelazu ploče i korijena nokta nalazi se polumjesečasta zona lunula (lat.luna-mjesec), koja je vidljiva kod gotovo svih ljudi na svim prstima.
Ploča nokta je bezbojna, a njezinu boju joj određuje splet žilica ispod nje. Sastoji se od epidermalnih stanica, orožanih stanica, koje su spojene u noktnu tvar koja sadrži tvrdi keratin i zbog toga se nokti mogu ljuštiti. Stanice su poredane u slojeve pa ploča na vertikalnom presijeku izgleda ispugano. Među grupana oroženih stanica često su uloženi mjehurići zraka koji se na noktima vide kao bijele mrlje. Ploča nokta je u području nokta tanka i nije potpuno orožena,a na prijelazu u slobodni dio dosegne max. debljine na prstima ruke 0,5 mm, a na nogama i puno više.
Kod životinja iz roda mačaka (lavova, tigrova, puma itd.) nokti izrastaju u pandže koje se mogu uvlačiti i zajedno sa zubima služe za borbu.

## Uljepšavanje
Uz frizerske i kozmetičke salone, postoje također saloni za manikuru (uređivanje noktiju).

## Poremećaji ponašanja
Nervoza (i kod djece i kod odraslih), manifestira se na različite načine, jedna česta manifestacija je griženje noktiju (onimophagija)